# Maude Farris-Luse
Pour les articles homonymes, voir Farris.
Maude Farris-Luse, née le 21 février 1887 à Morley, dans le Michigan, et morte le 18 mars 2002 à Coldwater dans le même État, connue aussi sous le nom Maud Luse, est une supercentenaire américaine. Selon le Livre Guinness des records, elle est restée la personne la plus vieille du monde de juin 2001 jusqu'à sa mort neuf mois plus tard, à l'âge de 115 ans et 25 jours,.

## Biographie

### Naissance, mariage et famille
Elle naît à Morley, dans le Michigan, le 21 février 1887. En 1903, avec l’autorisation de sa mère, elle épousa Jason Farris, paysan et ouvrier. Elle avait 16 ans et lui 23. Ils vécurent d’abord à Angola, dans l’Indiana avant de s’installer à Coldwater, dans le Michigan, en 1923. Ils eurent sept enfants. C’est à Angola qu'elle aurait vu pour la première fois une automobile. Selon AP, elle travailla au fil des ans comme employée aux écritures dans une usine, femme de chambre dans un hôtel, boulangère et cuisinière dans un restaurant, avant de prendre sa retraite à 70 ans.
Jason Farris mourut à l’âge de 72 ans en 1951, alors que Maude en avait 64. Son second mariage, avec Walter Luse, ne dura que trois ans, interrompu par la mort de ce dernier. Bien que son prénom fût « Maude », dans ses dernières années elle l’orthographiait "Maud". C’est ainsi par exemple qu’on le lit dans The Jackson Citizen Patriot.

### Ses années de supercentenaire
En 1997, à l'âge de 110 ans, elle écrivit une lettre à Jeanne Calment, la plus vieille personne dont l’âge ait été authentifié. Après la mort de Marie Brémont, le 6 juin 2001, les rédacteurs du Guinness déclarèrent le 23 juin, que c’était elle qui était désormais la personne du monde la plus âgée. Son acte de naissance ayant disparu avec le temps, ils authentifièrent son âge en utilisant les dossiers du Bureau de recensement américain et l’autorisation donnée en 1903 pour son mariage.
Le 18 mars 2002, elle mourut d'une pneumonie à l'âge de 115 ans,, ayant survécu à six de ses sept enfants, lesquels semblent avoir hérité de la longévité de son mari plutôt que de la sienne, puisque l’ainé mourut à 82 ans et cinq autres à 77 ans ou moins. Pour son cent quinzième anniversaire en janvier (date de naissance revendiquée), disent ses proches, elle ne pouvait plus les voir ni les entendre, ni comprendre ce qui arrivait, mais elle semblait contente d’avoir de la visite.